# Too Much Blood
"Too Much Blood" er en sang fra The Rolling Stones album Undercover fra 1983.
Den er krediteret til Mick Jagger og Keith Richards, men "Too Much Blood" er hovedsagelig en Jagger komposition. Jagger sagde på tidspunktet for udgivelsen om sangen: ”Jeg havde den før alle var ankommet en nat. Det var bare Charlie og Bill. Og en af vores roadies ved navn Jim Barber, der spillede guitaren. Og jeg var lige begyndte at spille dette riff jeg havde, jeg havde ikke nogen tekst til den, og så lige pludselig kom ordene som du kan høre.” 
Sangen omhandler emner som den voksende vold i medierne på det tidspunkt, og tilfældet af sagen om Issei Sagawa. Jagger sagde til det:” Altså der var denne her skandaløse, morderisk historie i Frankrig – det var en sand historie – om en japansk fyr der havde myrdet, og den ligesom fangede fantasien hos det franske publikum, og det japanske. Ruserne ville lave en film ud af det. Så det var det første, og så begyndte jeg at bliver mere let over det… film og alt det der kom ud af sådan noget vold”.
På sangen var det Jagger som sang og spillede guitar, sammen med Richards og Jim Barber. På bas var det Wyman, og på trommer Watts. Hornene spillede CHOPS, og perkussion blev spillet af Sly Dunbar.
En dance-version af sangen, remixed af Arthur Baker, blev udgivet som en maxisingle i december, 1984. Der blev lavet en musikvideo, af instruktøren Julien Temple, der viste Richards og Ron Wood jagte Jagger med motorsave. "Too Much Blood" er aldrig blevet sunget af bandet til koncerter, og findes heller ikke på nogen opsamlingsalbummer.